# Блок лівих і лівоцентристських сил
Блок лі́вих і лівоцентри́стських сил (Лі́вий блок) — передвиборчий блок українських партій, створений на період проведення виборів Президента України 17 січня 2010 року, місцевих органів самоврядування, міських, селищних і сільських голів та на чергових виборах до Верховної Ради України. У зв'язку із відмовою КПУ в подальшій співпраці з партнерами по блоку після виборів Президента України 2010 року, Блок де-факто закінчив своє існування.

## Генезис становлення
14 вересня 2009 року Комуністична партія України, Партія «Справедливість», Політична партія Союз Лівих Сил, Соціал-демократична партія України (об'єднана) створили виборчий Блок лівих і лівоцентристських сил (Лівий блок), відкритий для всіх політичних сил, які виступають проти антинародного режиму, за радикальну зміну політичного курсу і виведення України з глибокої, всеохопної кризи, за соціалізм.
До Блоку не увійшли Соціалістична партія України та Прогресивна соціалістична партія України, які створили окремі блоки: Блок «За Олександра Мороза» та блок Наталії Вітренко «Народна опозиція».
20 жовтня 2009 року у Жовтневому палаці відбувся перший міжпартійний з'їзд, який висунув лідера комуністів Петра Симоненка у кандидати в Президенти України, які заплановано на 17 січня 2010 року.
Учасники Блоку також домовилися про спільну участь у виборах до місцевих рад 30 травня 2010 року та чергових (позачергових) виборах до Верховної Ради України. Проте наступного року КПУ підтримала закон про вибори, яким забороняється участь блоків у виборах, тим самим порушила Угоду про створення блоку.

## Програма
- відвернути катастрофу, що нависла над Україною, і вивести країну з глибокої, системної кризи

- покінчити з режимом націонал-радикалів; повернути владу народу; усунути олігархічне засилля в економіці, господарському і політичному житті країни

- спрямувати суспільство на соціалістичний шлях розвитку; посилити роль держави у проведенні в інтересах трудящих економічної і соціальної політики

- припинити грабіжницьку приватизацію, повернути у власність держави стратегічні підприємства і галузі. Зосередити зусилля на забезпеченні інноваційного розвитку вітчизняної економіки, що дозволить вивести її на світовий рівень

- зміцнити і реалізувати у повному обсязі конституційні положення про права і свободи громадян, насамперед стосовно забезпечення повної зайнятості, справедливої оплати праці та соціальних гарантій. Законодавчо закріпити оптимальне співвідношення вартості праці і собівартості продукції. Змінити податкову політику, ввести прогресивне оподаткування доходів. Встановити мінімальну зарплату і пенсію не нижче реального прожиткового мінімуму. Забезпечити державний контроль та державне регулювання цін на товари найпершого вжитку, тарифів на житлово-комунальні послуги. Радикально змінити ситуацію в освіті і охороні здоров'я, соціальному захисті непрацездатних людей, зробити ці системи справді доступними для всіх громадян, повністю забезпечивши дотримання вимог Конституції України про безоплатну освіту і медицину

- оголосити Україну «територією без ГМО» та забезпечити населення екологічно чистими продуктами харчування

- відновити конституційне право нашого народу на володіння землею, не допустити її розбазарювання, захоплення новоявленими поміщиками-латифундистами. Земельна рента і рента на природні ресурси мають належати виключно народу України

- покінчити з порушеннями Конституції України і законів держави, корупцією у всіх її проявах; рішуче покласти край фактам беззаконня і свавілля

- завершити конституційну реформу. Покінчити з дуалізмом в організації виконавчої влади. Реально посилити роль місцевого самоврядування. Забезпечити формування бюджету знизу догори. Конституційно закріпити законодавчу ініціативу профспілок. Ліквідувати недоторканність депутатів, президента, суддів. Ввести виборність суддів народом

- радикально змінити ставлення до проблем Збройних Сил України. Створити необхідні умови для виконання ними конституційного обов'язку. Забезпечити належний соціальний захист військовослужбовців і членів їх сімей. Оборонно-промисловий комплекс повинен стати також локомотивом технологічного оновлення вітчизняної економіки на сучасній інноваційній основі

- домогтися прийняття і послідовної реалізації законодавчих актів щодо порядку використання мов в Україні, маючи на увазі підвищити до державного рівня статус російської мови при зміцненні статусу української мови, як державної

- суворо дотримуватися конституційного права громадян на свободу совісті і віросповідання, принципу відділення церкви від держави

- відвернути загрозу «фашизації» суспільства. Рішуче викорінювати будь-які прояви ксенофобії і расизму. Давати відсіч героїзації пособників фашистів та інших зрадників, викривленому тлумаченню так званих «проблемних» сторінок вітчизняної історії, не допустити фальсифікації історії

- радикально переглянути зовнішньополітичний курс України. Відновити і зміцнити відносини стратегічного партнерства і всебічного співробітництва з країнами — членами Співдружності Незалежних Держав, насамперед з Російською Федерацією і Республікою Білорусь. Розвивати, виходячи з національних інтересів України, взаємовигідне співробітництво з країнами усіх континентів

- не допустити втягування України — всупереч її, на думку Блоку, національним інтересам і волі переважної більшості народу — в НАТО. Добитися законодавчого закріплення положення Декларації про державний суверенітет України щодо її наміру стати постійно нейтральною державою, яка не входить до будь-яких військових блоків. Забезпечити активну, ініціативну участь України в реалізації ідеї створення нової архітектури загальноєвропейської системи колективної безпеки, мета якої — подолати блокове протистояння на нашому континенті

- протягом 2010 року провести референдум щодо входження України в ЄЕП, НАТО і надання російській мові статусу другої державної

## Лідери блоку
- Симоненко Петро Миколайович, лідер КПУ
- Ніколаєнко Станіслав Миколайович, голова ради партії «Справедливість»
- Волга Василь Олександрович, лідер СЛС
- Загородній Юрій Іванович, лідер СДПУ (о)